# Garagoa
Garagoa est une municipalité située dans le département de Boyacá, en Colombie.